# Армазі

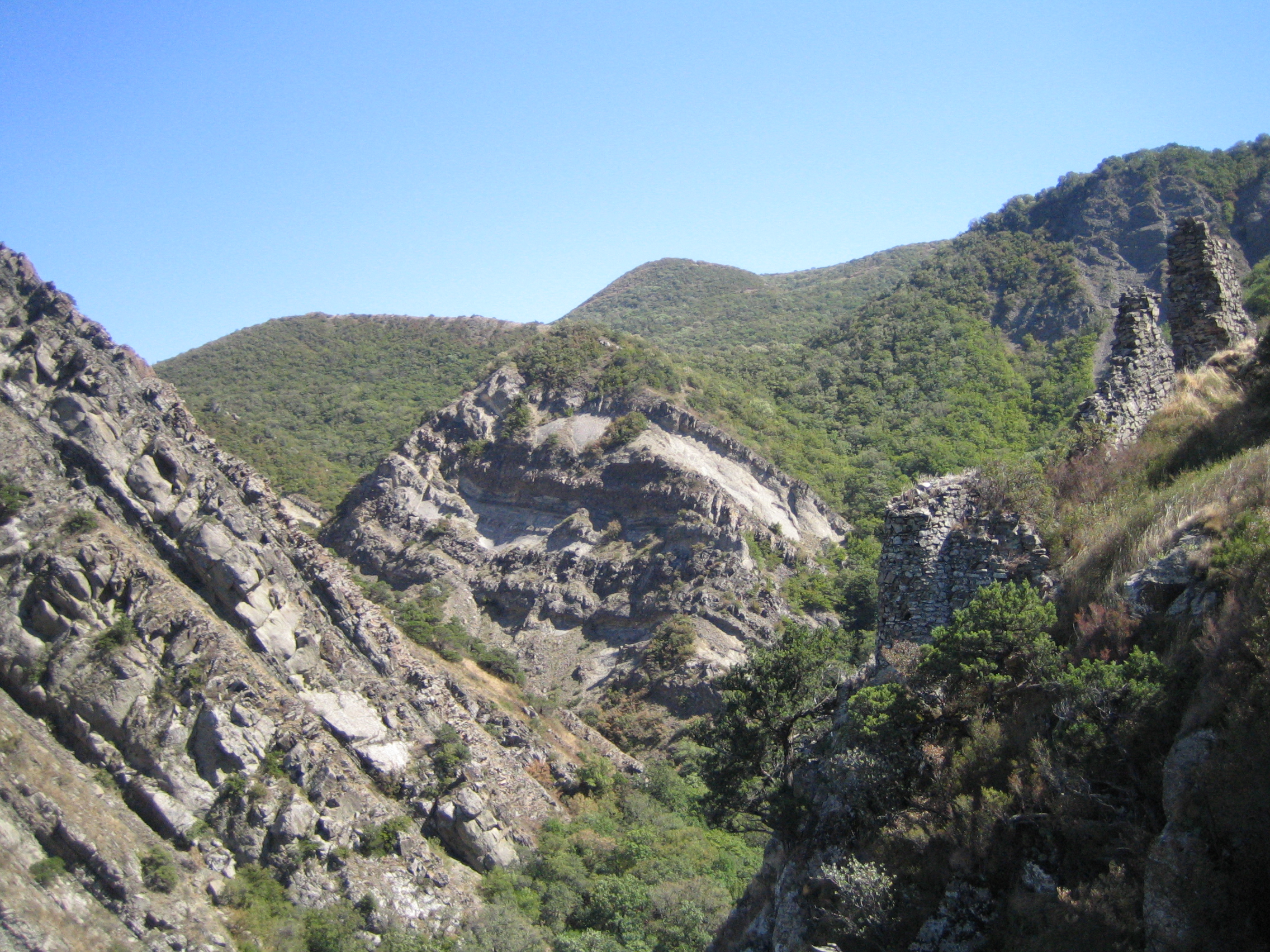
Фортеця Армазі.

А́рмазі — одне з найдавніших міст Грузії (на березі р. Кури поблизу Тбілісі) та її перша столиця (до II століття).
Археологічними розкопками (з 1937) відкрито руїни фортеці, храму і поховання грузинських царів та сановників. Знахідки свідчать про високу культуру східно-грузинської рабовласницької держави II—III століть.
25 листопада 1940 р. при розкопках було знайдено армазьку білінгву — греко-арамейську епітафію, виконану незвичайною за формою і зображенням літер версією арамейського алфавіту, яка стала відома як «армазьке письмо».